# Canton de Murat-sur-Vèbre
Le canton de Murat-sur-Vèbre est un ancien canton français situé dans le département du Tarn et la région Midi-Pyrénées.

## Géographie
Ce canton était organisé autour de Murat-sur-Vèbre dans l'arrondissement de Castres. Son altitude variait de 543 m (Murat-sur-Vèbre) à 1 205 m (Murat-sur-Vèbre) pour une altitude moyenne de 841 m.

## Histoire
- Le canton de Murat-sur-Vèbre comprenait 4 communes et comptait 1 707 habitants (population municipale) au 1er janvier 2010[1].

- De 1833 à 1848, les cantons de Lacaune et de Murat avaient le même conseiller général. Le nombre de conseillers généraux était limité à 30 par département[2].

| Nom                         | Code Insee | Intercommunalité                                            | Superficie (km2) | Population (dernière pop. légale) | Densité (hab./km2) |
| --------------------------- | ---------- | ----------------------------------------------------------- | ---------------- | --------------------------------- | ------------------ |
| Murat-sur-Vèbre (chef-lieu) | 81192      | CC des Monts de Lacaune et de la Montagne du Haut Languedoc | 93,87            | 824 (2014)                        | 8,8                |
| Barre                       | 81023      | CC des Monts de Lacaune et de la Montagne du Haut Languedoc | 15,07            | 204 (2014)                        | 14                 |
| Moulin-Mage                 | 81188      | CC des Monts de Lacaune et de la Montagne du Haut Languedoc | 15,06            | 304 (2014)                        | 20                 |
| Nages                       | 81193      | CC des Monts de Lacaune et de la Montagne du Haut Languedoc | 47,11            | 328 (2014)                        | 7                  |

## Représentation

### Conseillers généraux de 1833 à 2015
| Période | Période      | Identité                                | Étiquette              | Qualité                                                                             |
| ------- | ------------ | --------------------------------------- | ---------------------- | ----------------------------------------------------------------------------------- |
| 1833    | 1848         | Jean Cambon                             |                        | Propriétaire, maire de Lacaune                                                      |
| 1848    | 1852 (décès) | Louis Emmanuel Galtier                  |                        | Notaire, maire de Murat-sur-Vèbre, conseiller d'arrondissement                      |
| 1853    | 1870         | Adrien Alengrin                         |                        | Docteur en médecine à Moulin-Mage Maire de Cabannes-et-Barre                        |
| 1870    | 1881         | Adolphe Galtier (fils de Louis Galtier) | Républicain            | Avocat, maire de Castres (1880-1884)                                                |
| 1881    | 1886         | Pierre Vergnes                          | Conservateur           | Docteur-médecin à Lacaune                                                           |
| 1886    | 1892         | Adolphe Galtier                         | Républicain            | Avocat à Castres                                                                    |
| 1892    | 1904         | Pierre Vergnes                          | Conservateur           | Docteur-médecin à Lacaune                                                           |
| 1904    | 1910         | Joseph Arribat                          | Républicain            | Maire de Murat-sur-Vèbre (1897-1912), conseiller d'arrondissement                   |
| 1910    | 1919         | Louis Vieu                              | Rad.                   | Avocat, maire de Castres (1896-1912) Sénateur (1905-1931)                           |
| 1931    | 1940         | Louis Gayraud                           | URD                    | Médecin Maire de Murat-sur-Vèbre (1920-1944) Nommé conseiller départemental en 1942 |
|         |              |                                         |                        |                                                                                     |
| 1945    | 1985         | Robert Roqué (1908-1990)                | SFIO puis DVG puis UDF | Directeur général de la Mutualité agricole du Tarn Maire de Barre (1944-1977)       |
| 1985    | 2004         | Robert Pistre                           | DVD                    | Cadre Maire de Nages (1989-2008)                                                    |
| 2004    | 2015         | Michel Vidal                            | DVD                    | Colonel de gendarmerie en retraite Maire de Moulin-Mage (2008-2014)                 |

### Conseillers d'arrondissement (de 1833 à 1940)
| Période                                  | Période | Identité                           | Étiquette   | Qualité |
| ---------------------------------------- | ------- | ---------------------------------- | ----------- | --- |
| 1833                                     | 1848    | Louis Emmanuel Galtier (1786-1852) |             | Maire de Murat-sur-Vèbre (1817-1852)                                                                        |
| 1848                                     |         | Jules Vergnes                      |             | Géomètre |
|                                          |         |                                    |             | |
| 1901                                     | 1904    | Joseph Arribat                     | Républicain | Maire de Murat-sur-Vèbre                                                                                    |
|                                          |         |                                    |             | |
|                                          | 1931    | Henri-Pierre Cèbe                  | URD         | Notaire à Murat-sur-Vèbre                                                                                   |
| 1931                                     | 1937    | Élie-Jean Razimbaud                | SFIO        | Instituteur public à Moulin-Mage                                                                            |
| 1937                                     | 1940    | Henri-Pierre Cèbe                  | URD         | Notaire à Murat-sur-Vèbre                                                                                   |
| 1940                                     |         |                                    |             | Les conseils d'arrondissement ont été suspendus par la loi du 12 octobre 1940 et n'ont jamais été réactivés |
| Les données manquantes sont à compléter. |         |                                    |             | |

## Démographie
| 1962  | 1968  | 1975  | 1982  | 1990  | 1999  | 2006  | 2010  | - |
| ----- | ----- | ----- | ----- | ----- | ----- | ----- | ----- | - |
| 2 331 | 2 523 | 2 162 | 1 912 | 1 832 | 1 728 | 1 727 | 1 707 | - |